# Nykil
Nykil – miejscowość (tätort) w Szwecji, w regionie administracyjnym (län) Östergötland, w gminie Linköping.
Według danych Szwedzkiego Urzędu Statystycznego liczba ludności wyniosła: 322 (31 grudnia 2015), 361 (31 grudnia 2018) i 392 (31 grudnia 2019).